# Dmanisi
Dmanisi (em georgiano:  დმანისი) é uma pequena cidade e um sítio arqueológico na região de Baixa Ibéria, na Geórgia, localizada a aproximadamente 93 quilômetros a sudoeste na capital do país, Tbilisi, no vale do rio Mashavera. 
Uma das evidências mais antigas de ancestrais humanos fora da África foi encontrada neste sítio arqueológico. Pesquisadores descobriram fósseis que acredita-se ser os primeiros H. erectus que datam de cerca de 1,85 milhões de anos.